# Maerua humbertii
Maerua humbertii är en kaprisväxtart som beskrevs av Hadj-moust. Maerua humbertii ingår i släktet Maerua och familjen kaprisväxter. Inga underarter finns listade i Catalogue of Life.